# Kolín
Kolín (kiejtése: IPA: [ˈkoliːn]; németül: Kolin, Neu Kolin vagy Collin) város Csehországban, a Kolíni járás székhelye. Lakosainak száma 33 229 fő (2024. január 1.).

## Fekvése
A Közép-csehországi kerületben, Kutná Horától 10 km-re észak-északnyugatra, Prágától 55 km-re keletre található.
Kolín Ovčáry, Veltruby, Pašinka, Tři Dvory, Starý Kolín, Křečhoř, Polepy, Radovesnice I, Nová Ves I, Nebovidy és Kbel településekkel határos.

## Története
A települést II. Ottokár cseh király alapította a 13. században, Colonia nova néven. A hétéves háború során 1757-ben itt zajlott a kolíni csata.

## Népessége
A település lakosságának változását az alábbi diagram mutatja:
| Lakosok száma | 9473 | 16 339 | 18 029 | 23 475 | 30 921 | 31 020 | 30 995 | 31 690 | 31 950 | 33 229 |
|               | 1869 | 1900   | 1921   | 1961   | 1980   | 2012   | 2016   | 2019   | 2021   | 2024   |

## Nevezetességei
- Szent Bertalan-templom — Peter Parler építette 1360-1385 között.

## Híres szülöttei
- Jakub Krčín (1535–1604), tó- és gátépítő
- Jean-Gaspard Deburau (1796–1846), cseh–francia színész és pantomimművész
- František Kmoch (1848–1912), zeneszerző és karmester (itt élt és dolgozott)
- Julius Petschek (1856–1932), iparos
- Josef Svatopluk Machar (1864–1942), költő
- Václav Radimský (1867–1946), festő
- Terezie Brzková (1875–1966), színésznő
- Robert Saudek (1880–1935), grafológus és író
- Otokar Fischer (1883–1938), drámaíró, fordító és költő
- Josef Sudek (1896–1976), fényképész
- Václav Morávek (1904–1942), háborús hős
- Ludmila Dvořáková (1923–2015), operaénekesnő
- Frank Daniel (1926–1996), cseh–amerikai forgatókönyvíró és filmrendező
- Jan Kubíček (1927–2013), festő és szobrász
- Jiří Balcar (1929–1968), festő és illusztrátor
- Luboš Dobrovský (1932–2020), politikus, újságíró
- Eva Randová (szül. 1936), operaénekes
- Miloš Zeman (szül. 1944), A Cseh Köztársaság elnöke
- Jan Novák (szül. 1953), cseh–amerikai író és drámaíró
- Jarda Svoboda (szül. 1966), zenész
- Bohdan Ulihrach (szül. 1975), teniszező
- Petr Čáslava (szül. 1979), jégkorongozó
- Barbora Poláková (szül. 1983), színésznő és énekesnő

## Galéria

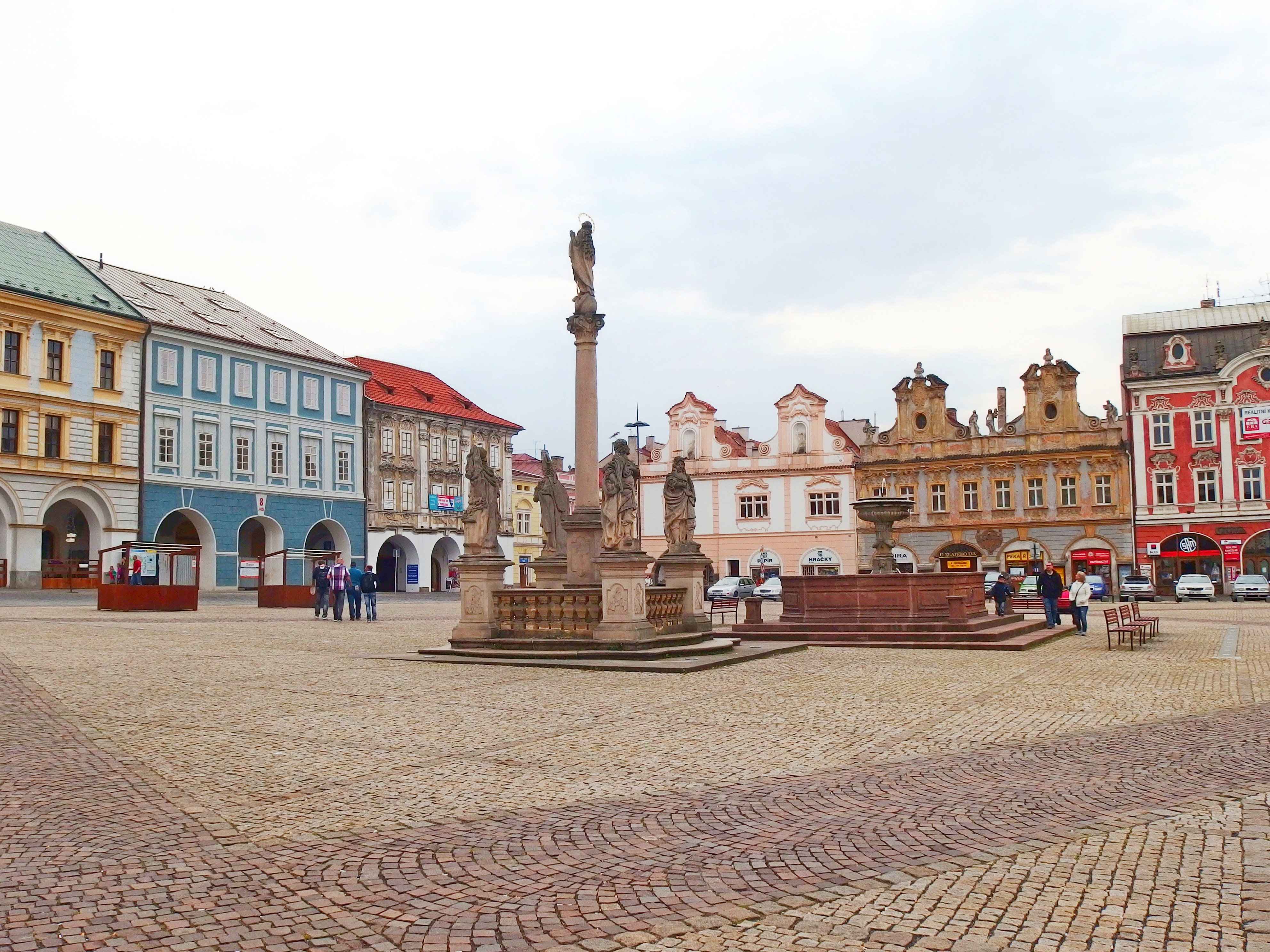
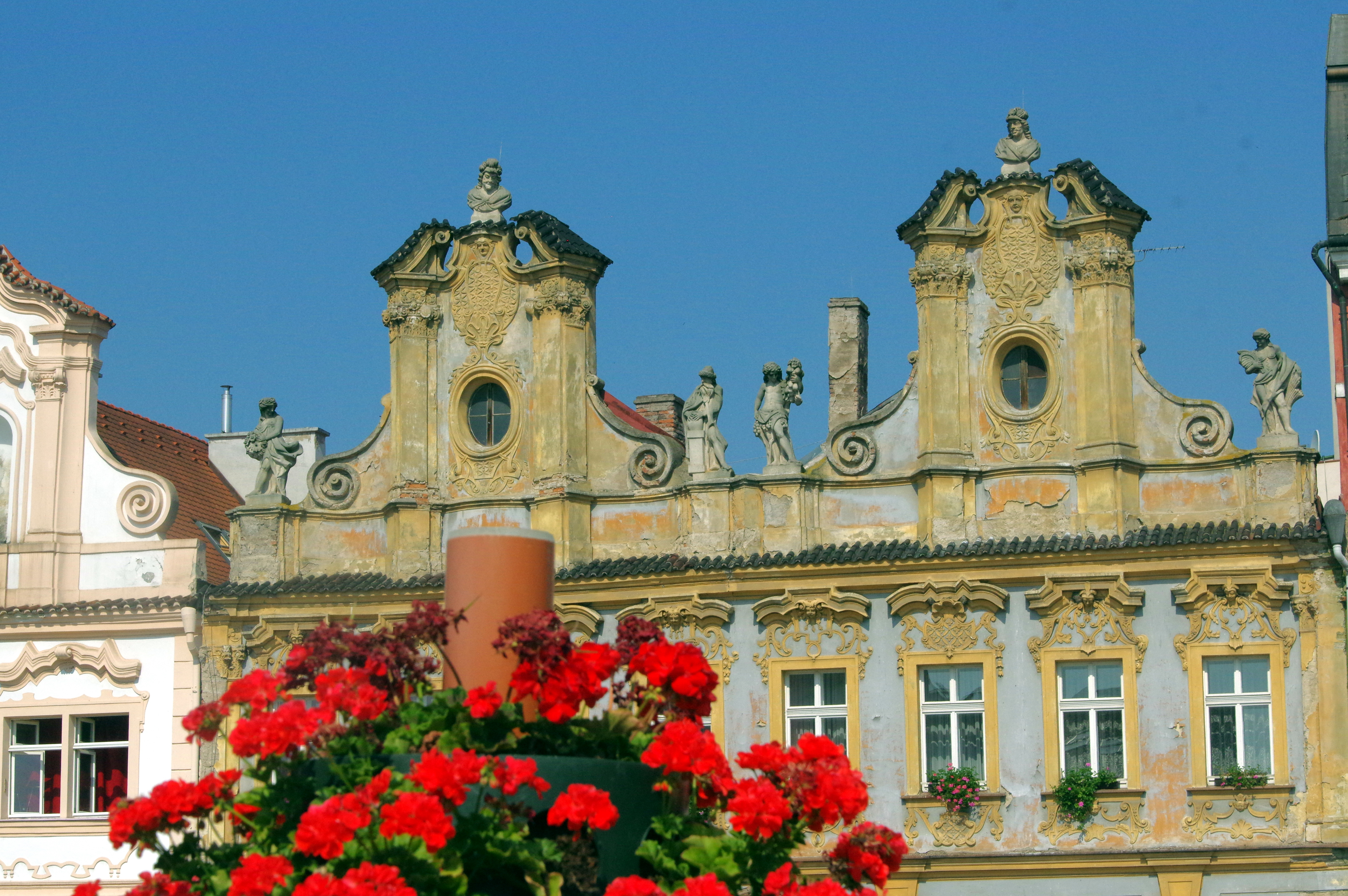
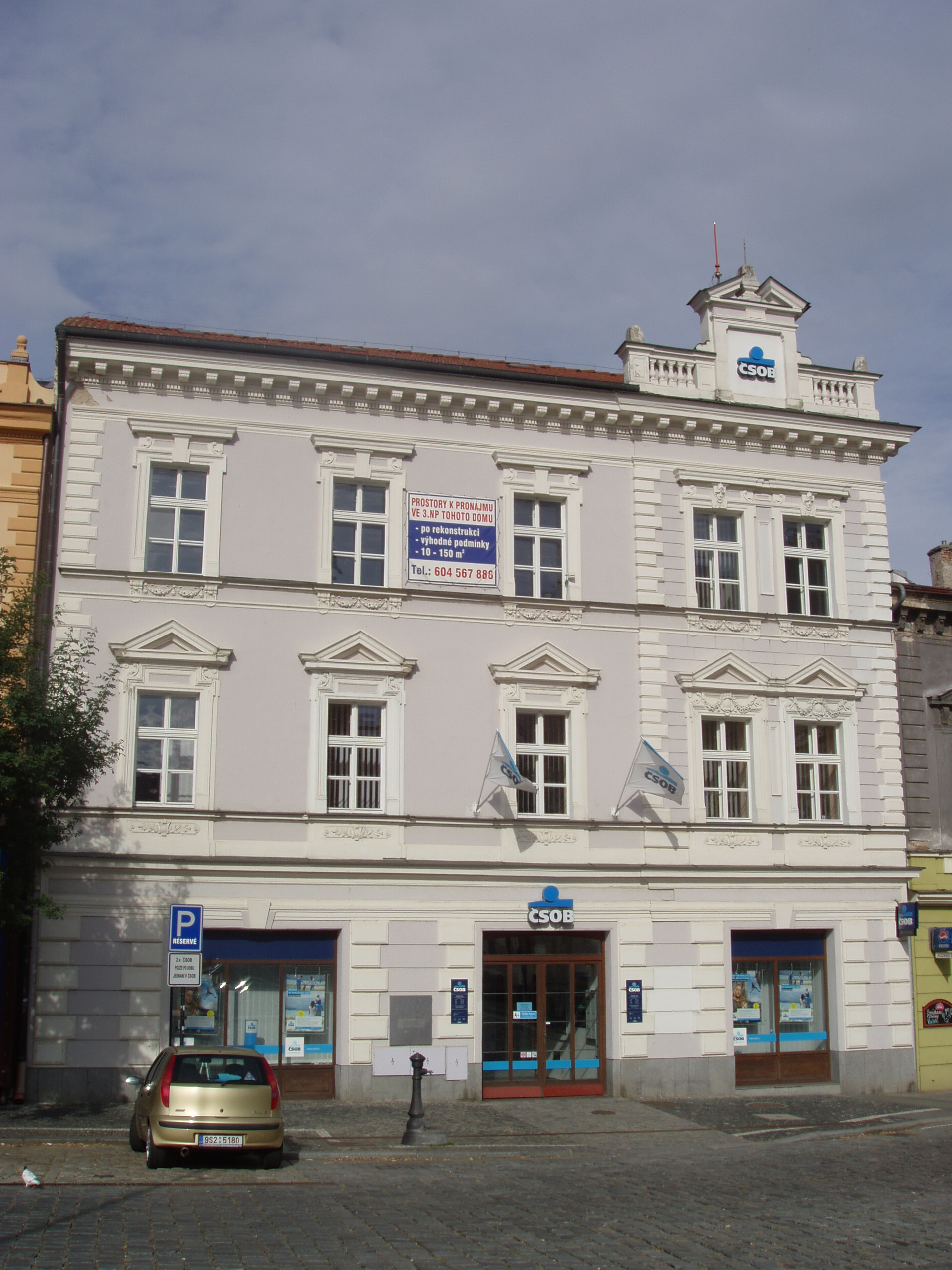
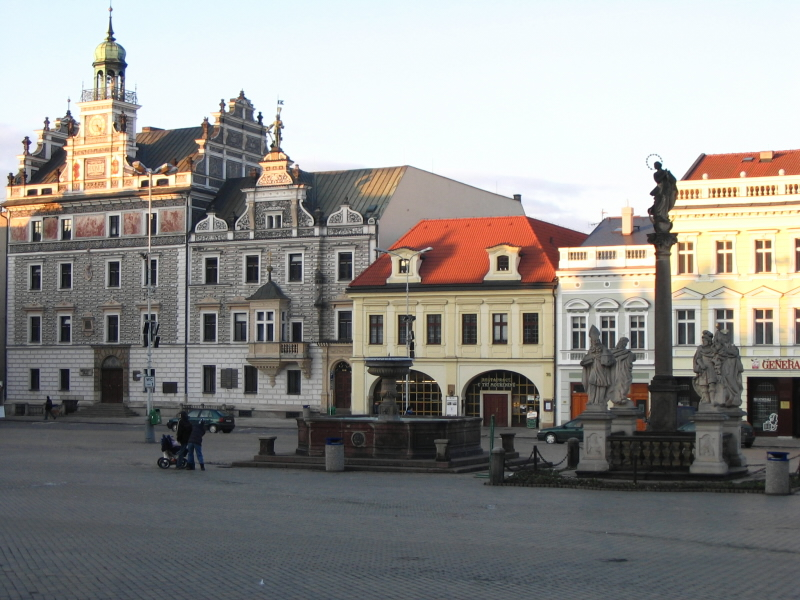